# Comuna Coșeiu, Sălaj
Coșeiu este o comună în județul Sălaj, Transilvania, România, formată din satele Archid, Chilioara și Coșeiu (reședința).

## Demografie
Componența etnică a comunei Coșeiu
     Maghiari (50,63%)
     Români (40,09%)
     Romi (4,59%)
     Alte etnii (0%)
     Necunoscută (4,68%)
Componența confesională a comunei Coșeiu
     Ortodocși (36,31%)
     Reformați (34,14%)
     Baptiști (16,76%)
     Greco-catolici (5,5%)
     Alte religii (1,89%)
     Necunoscută (5,41%)
Conform recensământului efectuat în 2021, populația comunei Coșeiu se ridică la 1.110 locuitori, în scădere față de recensământul anterior din 2011, când fuseseră înregistrați 1.198 de locuitori. Majoritatea locuitorilor sunt maghiari (50,63%), cu minorități de români (40,09%) și romi (4,59%), iar pentru 4,68% nu se cunoaște apartenența etnică. Din punct de vedere confesional, cei mai mulți locuitori sunt ortodocși (36,31%), cu minorități de reformați (34,14%), baptiști (16,76%) și greco-catolici (5,5%), iar pentru 5,41% nu se cunoaște apartenența confesională.

## Politică și administrație
Comuna Coșeiu este administrată de un primar și un consiliu local compus din 9 consilieri. Primarul, Lucian-Andrei Vulpe[*], de la Partidul Național Liberal, este în funcție din 1 noiembrie 2024. Începând cu alegerile locale din 2024, consiliul local are următoarea componență pe partide politice:
|  | Partid                                 | Consilieri | Componența Consiliului | Componența Consiliului | Componența Consiliului | Componența Consiliului |
|  | -------------------------------------- | ---------- | ---------------------- | ---------------------- | ---------------------- | ---------------------- |
|  | Uniunea Democrată Maghiară din România | 4          |                        |                        |                        |                        |
|  | Partidul Național Liberal              | 3          |                        |                        |                        |                        |
|  | Partidul Social Democrat               | 1          |                        |                        |                        |                        |
|  | Alianța pentru Unirea Românilor        | 1          |                        |                        |                        |                        |

## Atracții turistice
- Biserica reformată din Coșeiu, construcție secolul al XV-lea, monument istoric
- Clopotnița bisericii din Coșeiu, construcție 1865, monument istoric
- Pădurea "Hegyes

## Personalități născute aici
- Alimpiu Barbulovici (1834 - 1914), preot și activist politic.